# Оптик (футбольный клуб)
«Оптик» Ратенов (нем. FSV Optik Rathenow) — немецкий футбольный клуб из города Ратенов, федеральная земля Бранденбург, созданный в 1945 году. В игровом сезоне 2012/13, выступая в Региональной лиге «Северо-Восток» (Север), занял 11-е место.

## История
Самое раннее появление футбольного клуба в окрестностях города Ратенов относится к основанию спортивного общества Spielvereinigung Rathenow в 1906 году. В 1930-е годы клуб был слит воедино с Turnverein Vater Jahn Rathenow, что позволило, тем самым, создать VfL Rathenow, игравший во втором дивизионе Гаулиги Берлин-Бранденбург. Собственно, клуб, напрямую относящийся к городу Ратенов, был основан лишь в 1945 году, под названием Sportgemeinde Rathenow, сразу после Второй мировой войны, из бывших игроков VfL и Rathenower Ballspielclub.
В 1948 году клуб был переименован в BSG Verkehr Rathenow. Сегодняшний клуб, по словам с официального сайта, ведет своё существование от событий декабря 1950 года, когда старый VfL был воссоздан из SG, называясь теперь BSG Mechanik Rathenow. В 1951 году клуб переименовывается в BSG Motor Rathenow. Играя в футбольных лигах ГДР, команда несколько раз появляется в третьем дивизионе второй ГДР-Лиги и в первых играх розыгрыша Кубка ГДР. 10 февраля 1990 года, сразу после объединения Германии, спортивный клуб называется Sportverein Optik, из-за спонсора команды — местной оптической фирмы. 21 февраля 1991 года футбольная часть спортивного клуба отделяется от общества и берет название Fußball Sportverein Optik Rathenow, в том же году происходит её единственное появление в кубке Германии.
Команда играла в четвёртом дивизионе, после успешного выступления в 1992 году в Фербандслиге Бранденбург (V) и продолжила свой взлёт к вершинам футбольного мира Германии, завоевав возможность выступать в Региональной лиге «Северо-Восток» (III) в рамках реструктуризационного процесса, проходившего в 1994 году в немецком футболе. Их пребывание в третьем дивизионе было кратковременным — после занятия в 1996 году последнего места команда выбывает в четвёртый дивизион, Оберлигу Северо-Восток (Север). В последующие годы команда неизменно занимала низшие места, но избегала выбывания из лиги, пока в 2005 году не заняла 14 место. После двух сезонов пребывания в Фербандслиге Бранденбург (V) клуб вернулся в Оберлигу. В настоящее время, после очередных реформирований и учреждения Третьей лиги, клуб находится в пятом дивизионе немецкого футбола, сезон 2011/12 команда завершила на третьем месте. Следующий сезон, проведённый в региональной лиге «Северо-Восток», закончился для команды на 11-м месте, что, впрочем, дало им возможность играть и дальше в этой лиге.

## Статистика выступлений
| Сезон   | Лига                              | Место | Голы  | Очки  |
| ------- | --------------------------------- | ----- | ----- | ----- |
| 1990/91 | Ландеслига Бранденбург            | 1     | 51:29 | 35:13 |
| 1991/92 | Фербандслига Бранденбург          | 1     | 81:15 | 51:9  |
| 1992/93 | Оберлига Северо-Восток (Север)    | 11    | 41:48 | 26:38 |
| 1993/94 | Оберлига Северо-Восток (Север)    | 7     | 50:30 | 32:24 |
| 1994/95 | Региональная лига «Северо-Восток» | 14    | 36:55 | 26:42 |
| 1995/96 | Региональная лига «Северо-Восток» | 18▼   | 20:49 | 20    |
| 1996/97 | Оберлига Северо-Восток (Север)    | 7     | 42:42 | 40    |
| 1997/98 | Оберлига Северо-Восток (Север)    | 12    | 37:49 | 31    |
| 1998/99 | Оберлига Северо-Восток (Север)    | 13    | 35:51 | 36    |
| 1999/00 | Оберлига Северо-Восток (Север)    | 8     | 44:45 | 42    |
| 2000/01 | Оберлига Северо-Восток (Север)    | 10    | 51:63 | 41    |
| 2001/02 | Оберлига Северо-Восток (Север)    | 16    | 40:63 | 28    |
| 2002/03 | Оберлига Северо-Восток (Север)    | 14    | 41:64 | 42    |
| 2003/04 | Оберлига Северо-Восток (Север)    | 12    | 45:61 | 42    |
| 2004/05 | Оберлига Северо-Восток (Север)    | 14▼   | 25:52 | 27    |
| 2005/06 | Фербандслига Бранденбург          | 3     | 59:49 | 53    |
| 2006/07 | Фербандслига Бранденбург          | 1▲    | 60:18 | 63    |
| 2007/08 | Оберлига Северо-Восток (Север)    | 7     | 33:29 | 45    |
| 2008/09 | Оберлига Северо-Восток (Север)    | 3     | 41:41 | 47    |
| 2009/10 | Оберлига Северо-Восток (Север)    | 7     | 43:46 | 45    |
| 2010/11 | Оберлига Северо-Восток (Север)    | 6     | 35:41 | 46    |
| 2011/12 | Оберлига Северо-Восток (Север)    | 3     | 57:36 | 55    |

## Достижения
- Чемпионы: Кубок Потсдама по футболу: 1958, 1978, 1990
- Чемпионы: Ландеслига Бранденбург: 1991
- Чемпионы: Фербандслига Бранденбург (V): 1992, 2007